# Stazione di Sevelen
La stazione di Sevelen (in tedesco Bahnhof Sevelen) è una fermata ferroviaria a servizio del comune svizzero di Sevelen sulla linea Coira-Rorschach.

## Storia
La stazione fu attivata il 1º luglio 1858, in occasione dell'apertura della tratta Coira-Rheineck della ferrovia Coira-Rorschach.

## Strutture e impianti
La stazione dispone di 2 binari, di cui uno dotato di marciapiede, per il servizio passeggeri, oltre ad un binario tronco. È dotata di un fabbricato viaggiatori e una pensilina.

## Movimento
La stazione è servita da treni a cadenza oraria sulla relazione Rapperswil - Sargans via San Gallo (linea S4 della rete celere di San Gallo).

## Servizi
Nella stazione sono presenti:
- Biglietteria automatica
- Negozi

Sono inoltre presenti parcheggi di interscambio per automobili e biciclette.

## Interscambi
- Fermata autobus (Sevelen, Bahnhof)[6]